# 臨終
臨終（りんじゅう）とは、人が死を迎える直前の時期をいう。臨命終時（りんみょうしゅうじ）の略語。古来、この危機的な時期を巡って、死の受入れと死の看取りに関する様々な慣習と文化が生み出されてきた。

## 概要
死を迎えることの意味を説いた古い文献としては、エジプトやチベットで作られた『死者の書』が知られているが、それは必ずしも臨終時の問題に焦点を合わせたものではない。これに対して西ヨーロッパでは、中世末期に『往生術』として知られる文献が書かれ、臨終を迎える者のための心得が説かれた。この文献によると、死の床には必ず悪魔が介入し、良心の錯乱と種々の苦しみを引き起こす。しかし、このような誘惑に対抗するため、神は死にゆく者のためにあらかじめ天国を経験させ、罪の償いを約束するものとした。この悪魔の襲撃については多くの図が描かれ、民間に流布した。また往生術に関する多くの手引書では、死の看取り手は臨終者に対して、回復するかも知れないという幻想を与えるべきではないとし、臨終者が死を自然に受け入れることができるよう、できるだけの手助けをすべきであると説いている。
インドの仏教では、古く祇園精舎で北西の一角に無常院を作って病者や死を迎える者を入れたという。後に中国の唐代に活躍した道宣は、インド以来の伝承に基づいて『四分律行事鈔』を選述し、その中で胆病送終（病人を看病し、その最期を見届けること）について論じた。それによると、無常院の堂内には仏の立像を西方に向けて安置し、その像手に五色の布をかけて後ろに垂らしたのを、背後に横臥した病者に持たせて往生を願わせる、というものであった。また同じ唐代に出た善導の『観念法門』には、病人と看病人の関係が説かれている。すなわち臨終の場面では、病人に罪相（苦しみの相）と前境（法悦の相）が交替して現われるが、看病人はそれを病人に問いただして記録し、病人が前境の状態のまま死を迎えることができるよう、ともに念仏を唱えて助けなければならないと論じている。
日本では、この道宣と善導の臨終論を正面から受け止めて、浄土往生のための手引きにしようとしたのが、平安時代中期に登場した源信であった。彼はその著書『往生要集』末尾の「臨終の行儀」において上の両者の説を引用しつつ、臨終時における念仏生活の心得を説いて後世に大きな影響を与えた。古代末から中世にかけて作られるようになった往生伝には、その臨終の作法が定着していった跡を見ることができる。また同じ頃に数多く制作された各種の来迎図も、臨終時の往生を約束する聖具として利用された。
いくつかの仏典には、臨終の相についてさまざまに説いている。
たとえば、『守護国界主陀羅尼経』巻10阿闍世王受記梵第10には、「若し人命終せば当に地獄に堕して十五相あるべし。当に餓鬼に生ぜば五種相あるべし」とあり、地獄15種相、餓鬼8種相、畜生5種相と、それぞれに赴く相を説いている。地獄に堕す15の相のいくつかを挙げると
自らの夫妻・男女・眷属において悪眼を以って瞻視（せんし、見上げること）す、その両手を挙げ虚空を捫模（もんぼ、ボの元字は、莫の下に手、探り求めること）す、#善智識の教えに相い随順せず、悲号啼泣嗚咽（ひごうていきゅうおえつ）して涙を流す、大小便利を覚えず知らず、目を閉じて開かず、常に頭面を覆すなどがある。
また『大智度論』には「臨終の時、色黒き者は地獄に堕つ」とあり、中国天台宗の智顗の『摩訶止観』にも「黒色は地獄の陰に譬う」とある。
日蓮大聖人(日蓮正宗)は、これらの仏典を根拠として、「一代聖教の論師・人師の書釈あらあらかんが(勘)へあつ(集)めて此を明鏡として、一切の諸人の死する時と並びに臨終の後とに引き向けてみ候へば、すこ(少)しもくもりなし。」(妙法尼御前御返事）と仰せられて、臨終の相を重要視し、現世における善業・悪業が現証に出る総決算であると位置づけて、未来世に至る相を現すとし、死相のよい者は成仏し、よくない者は地獄に堕すなどと定めている。
日蓮大聖人は、臨終の相を現証として、念仏や真言宗など他宗の祖師を論難し、自宗の正当性を主張した。
なお、妙観講は、『慧妙』令和５年12月1日号で、創価学会が池田大作名誉会長の死相を公開しなかったのは、地獄の相だったからだと主張している。

## 断末摩
断末摩（だんまつま：断末魔とも書く）とは、死ぬ間際（臨終）の苦しみをあらわす仏教語である。「断末摩の苦しみ」ともいう。末摩（末魔）とは梵語マルマン（marman）の音写で、死節（支節）などと漢訳される。末摩（死節）は、体にいくつかある急所で、これを断つと死に至るとされ、その際に激しい痛み（苦痛）を伴うとされる。
近年では「呻き」「叫び声」の意で用いられることも多いが、誤用である。